# Bočac (jezero)
Bočac jezero je umetno jezero v občini Mrkonjić Grad, Kneževo in Banja Luka, na območju Republike srbske v Bosni in Hercegovini. Jezero je bilo ustvarjeno z gradnjo jezu za hidroelektrarno z istim imenom, ki je začela delovati leta 1981. Jezero se napaja z vodo iz reke Vrbas in poteka skozi kanjon, in sestavljajo pobočjih in gora Čemernica in Manjača. Bočačko jezero se nahaja 50 kilometrov od Banja Luke in 15 kilometrov od Mrkonjić Grada. 

## Ekosistem
V tem jezeru prebivajo smuči, krapi in postrvi.